# Mehna
Mehna é um município da Alemanha localizado no distrito de Altenburger Land, estado da Turíngia.  Mehna é a sede do Verwaltungsgemeinschaft de Altenburger Land.

## Demografia
Evolução da população (em 31 de dezembro):
| - 1994 - 402 - 1995 - 402 - 1996 - 399 - 1997 - 400 | - 1998 - 385 - 1999 - 380 - 2000 - 379 - 2001 - 360 | - 2002 - 364 - 2003 - 360 - 2004 - 362 |

Fonte: Thüringer Landesamt für Statistik